# Nanum
Nanum fou un dels pretendents al tron d'Accad a la mort de Shar-Kali-Sharri, vers la meitat del segle xxiii aC. Entre els quatre pretendents esmentats a la llista de reis sumeris van governar tres anys però no se sap quant de temps va governar cadascun o si ho va fer sol o amb altres al mateix temps.